# Reading (Kansas)
Reading è un comune degli Stati Uniti d'America, situato nello Stato del Kansas, nella contea di Lyon.